# Deutscher Bildungsrat
Der Deutsche Bildungsrat bestand 1966 bis 1975 als eine Kommission für Bildungsplanung. Er war 1965 von Bund und Ländern gegründet worden, um Bedarfs- und Entwicklungspläne für das deutsche Bildungswesen zu entwerfen, Strukturvorschläge zu machen, den Finanzrahmen zu berechnen und Empfehlungen für langfristige Planungen auszusprechen.

## Hintergrund
Aufgrund der Kulturhoheit der Länder gelten in den deutschen Bundesländern im Bildungsbereich unterschiedliche Gesetze, Verordnungen und Lehrpläne. Zur Koordination und gegenseitigen Anerkennung der Abschlüsse haben sich die Bundesländer seit 1948 zur Kultusministerkonferenz zusammengeschlossen. Dennoch treten weiter Probleme und Komplikationen auf, etwa für Schüler und Studenten, die über die Ländergrenzen hinweg umziehen. Bund und Länder gründeten mit dem Deutschen Ausschuss für das Erziehungs- und Bildungswesen (1953–1965), dem Wissenschaftsrat (seit 1957), dem Deutschen Bildungsrat (1965–1975) und der Bund-Länder-Kommission für Bildungsplanung und Forschungsförderung (BLK, seit 1970) Gremien auf der nationalen Ebene. Ab 1. Januar 2008 wurden die Aufgaben der BLK teilweise von der neu gegründeten Gemeinsamen Wissenschaftskonferenz übernommen.

## Vorgeschichte
In den 1950er Jahren war der Begriff der Bildungsplanung praktisch unbekannt: Die Geburtenzahlen stiegen nach 1945 kontinuierlich an, und es war klar, dass sich dieser Trend verstärken würde, wenn die geburtenstarken Jahrgänge der 1930er Jahre das Elternalter erreichten. Aber erst Anfang der 1960er Jahre geriet der bevorstehende, für die Ausbildung der Jugend bedrohliche Kapazitätsengpass bei Schulen und Hochschulen in den Blickpunkt der Öffentlichkeit.
Der Deutsche Bildungsrat wurde daraufhin als politische nationale Körperschaft für die Planung des gesamten Bildungssystems eingerichtet.

## Zusammensetzung
Die Bildungskommission des Deutschen Bildungsrates bestand aus achtzehn Mitgliedern: vierzehn davon wurden von den Ländern, vier vom Bund vorgeschlagen. Diese vertraten zugleich Interessengruppen wie Kirche, Industrie oder Gewerkschaft oder waren Wissenschaftler.
Den Vorsitz hatte der Kieler Historiker Karl Dietrich Erdmann.
Mitglieder (Auswahl, mit Zeitraum der Mitgliedschaft): der Mathematikdidaktiker Heinrich Bauersfeld, Hellmut Becker, Ralf Dahrendorf (1966–1968), Willy Dehnkamp (1968–1972, Bremer Bildungssenator), Hermann Krings (1966–1975, Philosoph), Hans Maier (1966–1970), Theodor Pfizer (1966–1975, zuvor bereits Vorsitzender des Deutschen Ausschusses), Ludwig Rosenberg (1966–1968, Gewerkschafter), der Pädagoge Heinrich Roth (ab 1966). Zwei der 18 Mitglieder waren weiblich: die Soziologin Renate Mayntz sowie nach 1970 als einzige die Bremerin Emilie Stahl, die den Ausschuss für vorschulische Erziehung leitete.
Außerdem gab es eine „Regierungskommission“, in der Regierungsvertreter (aus Bund, Ländern und Kommunen) mitarbeiteten. Diese musste aber lediglich angehört werden und hatte daher nur ein geringes Gewicht (im Unterschied zum Wissenschaftsrat, in dem auch Regierungsvertreter Stimmrecht haben). Daher wird in diesem Artikel die Bildungskommission des Deutschen Bildungsrates zur Vereinfachung auch selbst als „Bildungsrat“ bezeichnet.

## Arbeit bis 1970
Für seine Arbeit bildete der Deutsche Bildungsrat Ausschüsse und Unterausschüsse zu Einzelthemen wie „Finanzen“, „Vorschulische Erziehung“, „Begabtenförderung“, „Zeit der Differenzierung“, „Lehrerbildung“, „Chancengleichheit“, „Erwachsenen- und Weiterbildung“ und „Zusammenarbeit mit dem Wissenschaftsrat“.
Dies war eine arbeitsintensive, ursprünglich nicht vorgesehene Arbeitsform. Da die Mitglieder in anderweitige berufliche Positionen eingebunden waren und nur nebenamtlich für den Bildungsrat tätig waren, wurden wissenschaftliche Assistenten beantragt und von Bund und Ländern bewilligt. Der Deutsche Bildungsrat berief insgesamt 55 weitere Mitglieder in die Ausschüsse und holte 98 externe Gutachten ein.
Konzeptionell wurden wichtige Leitlinien entwickelt wie das Prinzip des Lernen Lernens sowie die Wissenschaftsorientierung des Lernens schon in der Grundschule. Die gab deutliche Impulse für die Entwicklung des Sachunterrichts als Fach. Der Deutsche Bildungsrat hatte sich auch eindeutig für das exemplarische Lehren und Lernen ausgesprochen.
In der ersten Amtsperiode bis 1970 waren wichtige Veröffentlichungen:
- Lehrermangel (1967)
- Finanzplanung (1967/68)
- Ganztagsschulen (1968)
- Gesamtschulen, Begabung, Lernen, Lehrlingsausbildung (siehe: Auszubildender), Abschlüsse im Sekundarschulwesen (1969)
- Strukturplan für das Bildungswesen (1970)

Die vom Bildungsrat maßgeblich eingeführten Definitionen und Systematiken wie z. B. zum Begriff der Weiterbildung werden heute häufig in der entsprechenden Fachliteratur herangezogen.

## Änderung der „Gemeinschaftsaufgaben Bund und Länder“ 1969/1970
Im Jahre 1969 wurde das Grundgesetz geändert: Der Bund wirkte nun beim Hochschulbau mit, Bund und Länder konnten bei der Bildungsplanung auf Grund von Vereinbarungen zusammenwirken.
Neu eingerichtet wurde ein Bundesbildungsministerium, welches 1970 den Bildungsbericht ’70 vorlegte, der in engem Zusammenhang mit dem fast gleichzeitig veröffentlichten Strukturplan für das Bildungswesen des Deutschen Bildungsrats stand. Gleichfalls 1970 wurde die Bund-Länder-Kommission gegründet, die aus Verwaltungsvertretern bestand und damit eine politisch legitimierte Planung durchführen konnte.

## Arbeit ab 1970
In seiner zweiten Amtsperiode (1970–1974) sah sich der Deutsche Bildungsrat als ein Kreis unabhängiger Sachverständiger, der selbst beschließen konnte, welche Probleme er als vordringlich ansah. Es wollte bewusst eine Distanz zur Tagespolitik schaffen und sich bisher nicht behandelten zentralen Problembereichen zuwenden. Später wurde er dafür kritisiert, in den siebziger Jahren aktuell gewordene Probleme wie Finanzierung, Numerus clausus oder Jugendarbeitslosigkeit nicht (bzw. in seiner zweiten Amtsperiode nicht mehr) behandelt zu haben. Er wollte außerdem keine Zwischenberichte mehr veröffentlichen – zwischen Frühjahr 1970 und Frühjahr 1973 wurde zwar intensiv gearbeitet, aber nichts publiziert. Dafür wurden 1973/74 sehr viele Berichte, Empfehlungen und Gutachten vorgelegt, insgesamt etwa doppelt so umfangreich wie während der gesamten ersten Amtsperiode.
Eine Empfehlung zum Thema „Verstärkte Selbständigkeit der Schule und Partizipation von Lehrern, Eltern und Schülern“ (1973) traf auf schwere Bedenken bei Verwaltung und Politikern nicht nur der damals CDU-regierten Länder. Der Deutsche Bildungsrat büßte schlagartig seine Reputation ein. Hier wirkte sich die geringe Einbindung von Verwaltungsvertretern sehr negativ aus. Andere Entwürfe, die ähnlich argumentierten, wurden vom Bildungsrat selbst kritisiert und vom Status einer „Empfehlung“ zu dem eines „Berichtes“ herabgestuft.
1974 wurde seine Amtsperiode um ein Jahr verlängert, damit Bund und Länder Zeit für Verhandlungen gewinnen konnten. Einige argumentierten für die ersatzlose Auflösung des Deutschen Bildungsrates, andere für eine Neukonstruktion eines Beratungsgremiums, welches aber nicht mehr die Macht haben sollte, seine Themen und Arbeitsweisen selbst zu bestimmen. Ohne Einigung wurde 1975 der Deutsche Bildungsrat aufgelöst.
Abschließend (1975) wurde quasi als Rückblick einer der ersten Versuche einer umfassenden Bildungsberichterstattung veröffentlicht.
1999 setzte der Niedersächsische Ministerpräsident Gerhard Glogowski zur Beratung in bildungspolitischen Fragen einen landesspezifischen Bildungsrat ein. Dieser wurde von seinem Nachfolger im Amt Sigmar Gabriel fortgesetzt.

## Veröffentlichungen (Auswahl)
- 1969: Einrichtung von Schulversuchen mit Gesamtschulen. Stuttgart, Klett Verlag
- 1970: Strukturplan für das Bildungswesen. Stuttgart, Klett Verlag
- 1973: Gutachten und Studien der Bildungskommission 25, Sonderpädagogik 1, Behindertenstatistik, Früherkennung, Frühförderung. Mit Beiträgen von Gerhard Klein, Alfred Sander, Otto Speck und einer Einführung von Jakob Muth. Ernst Klett Verlag, Stuttgart 1973, 2. Auflage 1975, ISBN 3-12-925970-8.
- 1973: Deutscher Bildungsrat (Hrsg.): Zur pädagogischen Förderung behinderter und von Behinderung bedrohter Kinder und Jugendlicher. Bonn[1]
- 1975: Bericht '75 – Entwicklungen im Bildungswesen. Bonn